# Prognathodes carlhubbsi
Prognathodes carlhubbsi is een  straalvinnige vissensoort uit de familie van koraalvlinders (Chaetodontidae). De wetenschappelijke naam van de soort is voor het eerst geldig gepubliceerd in 1995 door Nalbant.
De soort staat op de Rode Lijst van de IUCN als Gevoelig, beoordelingsjaar 2009. De omvang van de populatie is volgens de IUCN stabiel.